# Герб Ульчского района
Герб  Ульчского муниципального района Хабаровского края Российской Федерации.
Герб утверждён Решением Собрания представителей Ульчского района 6 июля 1999  года.

## Описание герба
«Герб выполнен на щите французской геральдической формы, разделенном на три поля горизонтальными линиями. В верхней части герба на сером фоне расположена надпись „Ульчский район“, выполненная в желтом цвете. В центральной части щита, на фоне трехцветного флага Хабаровского края изображено:
на поле зелёного цвета — белоплечий орлан, выполненный в серо-белом цвете;
на поле белого цвета — символическое изображение дерева хвойной породы, выполненное в серых тонах;
на поле синего цвета — рыба лососевой породы, выполненная в серых тонах;
в нижней части щита, на зелёном фоне изображён традиционный Ульчский национальный орнамент, выполненный в белом цвете».

## Описание символики
Герб составлен по определенным правилам. Он является своеобразным памятником преемственности истории и культуры, отражает природно-климатическую особенность и основную направленность традиций населения района.
Белоплечий орлан символизирует уникальность Ульчского района, на территории которого расположена самая многочисленная и известная во всем мире популяция этой редкой птицы.
Изображение дерева хвойной породы символизирует обширные лесные богатства района, основу экономики которого составляет лесная отрасль.
Рыба лососевых пород символизирует богатство района биологическими ресурсами.

## История герба
В 1998 году главой района было принято решение о создании герба Ульчского района. Распоряжением главы района от 14 июля 1998 года № 332-р были определены условия конкурса по изготовлению эскиза герба. По итогам конкурса лучшим эскизом герба был признан проект, составленный профессиональным художником, жителем с. Богородское Ульчского района Дявгада Николаем Николаевичем.
6 июня 1999 года герб района был утверждён решением Собрания представителей Ульчского района.
2 августа 1999 года постановлением главы Ульчского района № 243 было утверждено Положение о гербе Ульчского района.
В гербе района нарушено основное правило геральдики (Правило тинктур). Герб в Государственный геральдический регистр Российской Федерации не внесён.